# Anna Hlavenková
Anna Hlavenková (nar. 8. října 1964) je česká sopranistka. Věnuje se především autentické interpretaci hudby starších období.

## Život
Zpívat začala v Brixiho komorním sboru Teplice. Vystudovala Konzervatoř v Teplicích a již během studia vystupovala s předními orchestry, orientovanými na autentickou interpretaci hudby starších období. Její repertoár ale zahrnuje také hudbu 19. a 20. století.
Vystupovala a vystupuje s orchestry Musica Antiqua Praha, Musica Florea, Ad Vocem, Capella Regia Musicalis, Collegium Marianum, Musica Bohemica, Rožmberská kapela, La Vinciolina, Pražská komorní filharmonie, Komorní filharmonie Pardubice, Komorní filharmonie České Budějovice, Filharmonie Hradec Králové, Severočeská filharmonie Teplice.
Vystupovala na festivalech:
- Festival van Vlaanderen Brugge
- Lufthansa Festival of Baroque Music. 1991[1]
- Festival d'Ambronay,
- Pražské jaro,
- Internationale Händel-Festspiele Göttingen
- Smetanova Litomyšl[2]

Absolvovala řadu turné po Evropě (Španělsko, Francie, Dánsko, Německo apod.) a po Japonsku, Izraeli a USA.
Od roku 2001 působí jako profesorka zpěvu na Konzervatoři v Teplicích.

## Divadelní role
- Dido - Henry Purcell: Dido a Aeneas, Divadlo Josefa Kajetána Tyla, Plzeň, režie Jan Antonín Pitínský dirigent: Vojtěch Spurný, 1998. Představení bylo oceněno titulem Inscenace roku v anketě Divadelních novin[4] a obdrželo Cenu Alfréda Radoka v kategorii Inscenace roku 1998[5]
- Víla / Juno - Henry Purcell: Královna víl, Le Chamarré Château Ensemble, dirigent: David Švec, režie: Magdalena Švecová. Představení bylo uvedeno na zámku Nové Hrady v rámci festivalu Smetanova Litomyšl v letech 2012 a 2013.[6]

## Diskografie
- Musica Antiqua Praha, Baroque Music from the Kroměříž Archives, dirigent: Pavel Klikar, Supraphon (1991)
- Musica Antiqua Praha, Italian Music of Early Baroque, dirigent: Pavel Klikar, Supraphon (1992)
- Musica Antiqua Praha, Christmas Music of Bohemian Baroque, Supraphon (1993)
- Jan Dismas Zelenka: Missa Sanctissimae Trinitatis a-moll, Musica Florea, dirigent: Marek Štryncl, Studio Matouš (1994)
- Český rok / A Year in Bohemia, Musica Bohemica, dirigent: Jaroslav Krček, Bohemia Music (1995)
- Karel Jaromír Erben: Prostonárodní písně a říkadla, Musica Bohemica, dirigent: Jaroslav Krček, Panton (1995)
- Allessandro Grandi and Italian Baroque, Musica Antiqua Praha, dirigent: Pavel Klikar, Supraphon (1995)
- Jan Dismas Zelenka: Requiem Miserere, Ensemble Baroque 1994, dirigent: Roman Válek, Supraphon (1995)
- Johann Heinrich Schmelzer, dirigent: Marek Štryncl, Marek Štryncl, Studio Matouš (1996)
- Vejvanovský - Rittler - Biber, Musica Florea, dirigent: Marek Štryncl, Studio Matouš (1996)
- Johann Christoph Kridel: Concert arien, Musica Florea, dirigent: Marek Štryncl, Studio Matouš (1996)
- Vánoce s Musicou Bohemicou, Musica Bohemica, dirigent: Jaroslav Krček, Musica Bohemica (1997)
- Johann Caspar Ferdinand Fischer: Crux tua Domine, Musica Antiqua Praha, dirigent: Pavel Klikar, Supraphon (1997)
- Giovanni Legrenzi: Sonate e Motetti, Musica Antiqua Praha, dirigent: Pavel Klikar, Supraphon (1997)
- Legenda vánoční, Musica Bohemica, dirigent: Jaroslav Krček, Musica Bohemica (1998)
- Music of Prague Palaces and Gardens 1620, Ad Vocem, dirigent: Přemysl Vacek, Studio Matouš (1998)
- Ať píseň neustává : České lidové písně pěti století´, Musica Bohemica, dirigent: Jaroslav Krček, Musica Bohemica (1999)
- České a moravské vánoční koledy, Rožmberská kapela, dirigent: František Pok, Studio Faust (2000)
- Josef Leopold Dukát: Cithara nova, Musica Florea, dirigent: Marek Štryncl, Supraphon (2000)
- Wolfgang Amadeus Mozart: Requiem, Musica Bohemica, dirigent: Jaroslav Krček, Musica Bohemica (2000)
- Žito, žitečko - České lidové písně, Musica Bohemica, dirigent: Jaroslav Krček, Musica Bohemica (2000)
- Jan Dismas Zelenka: Sub olea pacis et palma virtutis, Musica Florea a Ensemble Philidor, dirigent: Marek Štryncl, Supraphon (2001)
- Johann Caspar Ferdinand Fischer: Sacred Music, Musica Florea, dirigent: Marek Štryncl, Supraphon (2001)
- Tichá noc, Musica Bohemica, dirigent: Jaroslav Krček, Musica Bohemica (2001)
- Adam Václav Michna: Officium vespertinum, Capella Regia, dirigent: Robert Hugo, Arta (2001)
- Hleď malé Jezulátko, dirigent: Jaroslav Krček, Musica Bohemica (2004)
- Dell´Amore e Della Morte - O lásce a smrti, Anna Hlavenková / Verba Chordis / Lenka Torgersen, Canto Dolce (2007)
- Zpěvy Vánoční - Tříkrálový koncert, Musica Bohemica a Pražský filharmonický sbor, dirigent: Jaroslav Krček, Musica Bohemica (2008)
- Jakub Jan Ryba: Česká Mše Vánoční, Boni pueri, Komorní filharmonie Pardubice, dirigent: Marek Štryncl, Arcodiva (2011)
- Antonín Dvořák: Moravské dvojzpěvy, spolu s Editou Adlerovou, orchestrální úprava a dirigent: Jaroslav Krček, světová proemiéra, Canto Dolce (2014)
- Georg Friedrich Händel: Mesiáš, Musica Bohemica, dirigent: Jaroslav Krček, živá nahrávka, Musica Bohemica (2018)